# Ioan Alexandru (scriitor)
Ioan Alexandru (n. Ion Șandor Janos 25 decembrie 1941, Topa Mică, județul Cluj – d. 16 septembrie 2000, Bonn, Germania) a fost poet, filolog, publicist, eseist, traducător și om politic român. Este considerat cel mai însemnat poet religios al României de după cel de-al Doilea Război Mondial, iar unii critici l-au apreciat ca fiind unul din continuatorii curentului "autohtonist" în poezia românească. A luat parte la Revoluția Română din 1989 și, în continuare, s-a numărat printre fondatorii Partidului Național Țărănesc Creștin Democrat și a fost vicepreședinte al acestuia. A fost ales deputat în Camera Deputaților (1990-1992) și senator de Arad (1992-1996).

## Biografie
S-a născut în noaptea de 25 Decembrie 1941 (Crăciun) în localitatea Topa Mică, județul Cluj. Din anul 2016, localitatea Topa Mică este sat aparținător comunei Sânpaul, împreună cu Mihăiești, Berindu, Șardu, Sumurducu.
„Întâmplarea a fost să fie în noaptea de Crăciun. Mama, ostenită de pregătirea sărbătorilor, a trebuit să se despovăreze și nu m-a trecut în acte ca să nu mă îmbătrânească cu un an de cinci zile. Așa că apar în acte la 1 ianuarie.“ („Satul transilvan, cu toată austeritatea lui, este o permanență a scrisului meu“ – Dialog, loan Alexandru, (în) ..Convorbiri literare”, Iași, 1987, nr. 3, martie, p. 3).
Într-adevăr, în „Registrul de nașteri al comunei Mihăiești“ (în 1941, localitatea Topa Mică aparținea de comuna Mihăiești) la poziția nr. 1 din anul 1942 este consemnată data nașterii lui Ioan Alexandru (Ion [Janos]  Șandor): 1 ianuarie 1942. Data înregistrării: 2 ianuarie 1942. Părinții - tata: Șandor loan [Sándor Janos], 30 de ani, agricultor [foldmüves]; mama: Valeria (n. Kozar), 22 de ani, Topa Mică [Pusztatopa]. Toate datele din registru sunt în limba maghiară (până în 1944), inclusiv numele sunt maghiarizate. Această parte din Transilvania a fost smulsă din teritoriul țării prin Dictatul de la Viena.
Își petrece copilăria în satul natal (dar și la Berind, unde era „mama bătrână Todosia”), despre care va nota mai târziu destul de multe amintiri, reflecții, meditații etc. „Pot să spun că întreaga mea copilărie este legănată de tradiția teribilă a Transivaniei, a unui sat, aș putea spune ancestral, de dealuri ce premerg Munții Apuseni, cu oameni viguroși, păstrători de tradiție și rânduieli. [...] Satul transilvan, cu toată austeritatea și sacralitatea lui, este o permanență în scrisul meu. Când am plecat de acolo am avut sentimentul că am plecat din rai și așa a fost. Până când am înjghebat familia în care am regăsit acel rai, într-o altă formă, satul a rămas nucleul existenței mele.” („Satul transilvan, cu toată austeritatea lui, este o permanență a scrisului meu“ – Dialog, Ioan Alexandru).
„Am copilărit într-o perioadă mai zbuciumată din istoria noastră, dar trăiam în natură. Călăream caii de mic și codrul era la doi pași de sat, turmele și izvoarele și cerul uriaș revărsat peste noi. Dormeam în fân vara și înainte de ivirea zorilor eram pe câmp cu caii și bivolii la păscut. Iarna cu oile. Știu de mic toată rânduiala naturii...” (Ioan Alexandru, „A fi poet înseamnă a lua în grija ta totul, tot ce ființează într-o patrie”, interviu de Aurel Sasu, (în) „Tribuna”, Cluj, anul XIX, 1975, nr.5 (945), 30 ianuarie, p. 5)
În 1958, după școala făcută în satul natal (unde l-a avut profesor de română pe Ilie Butoi, pe care-l menționează ca apropiindu-l de literatură, în special de Eminescu), devine elev la Școala Medie „G. Barițiu” din Cluj. Încă din perioada studiilor liceale este cunoscut în mediile literare clujene și citește la cenaclurile literare de aici. Este perioada în care îl va cunoaște pe Lucian Blaga:
„Mi-l amintesc pe liceanul de la „G. Barițiu” de prin 1959 citind cu vocea gravă și avântată în fața câtorva redactori entuziasmați ai revistei „Steaua”. Îmi rămâne foarte vie în minte și ziua de primăvară în care am sunat pur și simplu, alături de Liviu Petrescu și Ion Papuc, la ușa lui Lucian Blaga, care ne-a întâmpinat cu ochii lui de pe vremuri din Istoria lui G. Călinescu, poftindu-ne, cu simplitate, să-i trecem pragul (au urmat apoi, în câmpul pe-atunci apropiat de casa poetului, lecturile noastre emoționante din poemele ediției definitive din 1942). Și nu voi uita vreodată vizita pe care i-am făcut-o, imediat după timidul meu debut din 1966, în satul natal, Topa Mică, într-o zi de foarte însorit septembrie; plecase, mi-au spus părinții săi, la o mătușă din Florești, am străbătut pădurea de la câțiva kilometri ca să-l găsesc așezat în strana bisericii din sat, la o liturghie cum n-am mai auzit niciodată: o oficia, în odăjdii aurii, un foarte bătrân preot, Cosma, coborât parcă dintre apostolii și dascălii lui Goga; în casa parohială a acestuia am petrecut noaptea, întorși la Topa, între sfeșnice și stele mari. Au fost însă și minunatele seri de cenaclu de la Facultate, șezătorile literare ale acelor ani, [...], atâtea și atâtea întâlniri și convorbiri prietenești, dintre care una, notată după mutarea la București, a apărut în revista Echinox. Ani de-a rândul i-am simțit apoi mâna fraternă pusă cald pe umăr și i-am auzit adresarea «Frate Ioane», cu care obișnuia să mă întâmpine.[...] Pentru istoria mai nouă a poeziei românești, Ioan Alexandru cel «blond, cârn și cu urechi barbare», «răzvrătitul presupus» despre care vorbea un Portret din Viața deocamdată, adică poetul unui «loc și timp anume», neliniștit și tragic, va rămâne, oricum, cu mult mai viu decât Ioan, definitiv înseninatul său frate imnic. Sub numele celui dintâi a trăit și a scris poate ultimul mare poet al Transilvaniei.” (Ion Pop, Ultimul rapsod al Transilvaniei, (în) „Grai”, Bistrița, 2002, nr. 1).
În 1960 debutează cu poezia Floarea mea în revista „Tribuna” din Cluj (anul IV, nr 14, 7 aprilie, p. 6). Poezia este semnată: Ioan Alexandru, elev.
În iunie-iulie 1962 termină studiile liceale și susține examenul de maturitate (Diploma de maturitate nr. 32/1962, eliberată de Școala Medie „Gh. Barițiu” din Cluj).
În decembrie se transferă de la Institutul Pedagogic de 3 ani din Cluj la Facultatea de Filologie a Universității din Cluj („Cererea aprobată de tov. Rector C. Daicoviciu...”). Cu numele Șandor I. Ioan este înmatriculat la secția Limba și literatura română (numărul matricol: 2634).
Spirit liber, fire ușor boemă, la vârsta iubirilor furtunoase și a prieteniilor sincere, în timpul când poezia tortura sufletul și zdruncina mintea trebuind să fie scrisă, cu o anume notorietate literară dat fiind că publicase deja poezii în presa literară, cu o personalitate deja puternic conturată, tânărul poet suporta mai greu rigoarea unui program fixat în ore exacte, între cursuri, seminarii, colocvii și examene. Așa se face că la sfârșitul anului I (1962/1963) este „Exmatriculat de Rectorat” pentru neîndeplinirea sarcinilor de studiu (Decizia nr. 9013 din 25.X.1963), dar este reprimit în anul universitar următor (1963/1964) tot „pe baza deciziei Rectoratului Universității nr. 4187 din 30 aprilie 1964”.
În 1964 promovează anul I la Facultatea de Filologie a Universității din Cluj și se transferă apoi la Universitatea din București. În documentele existente la Universitatea din Cluj se menționează: „Transferat la Facultatea De Filosofie a Universității din București, la 25.IX.1964”.
Debutează editorial cu volumul „Cum să vă spun“, semnat Ion Alexandru; prefață de Mihai Beniuc, prezentare grafică: Mihai Vulcănescu, Editura pentru Literatură, București, 74 p. Cronicile literare apărute în majoritatea revistelor literare consemnează apariția unui nou poet. „La Mihai Beniuc m-am dus cu manuscrisul primei mele cărți întâi pentru că este un mare poet transilvan și simțeam acest lucru, apoi pentru că era președintele Uniunii Scriitorilor și eu eram un necunoscut nu tocmai bine văzut în Clujul din care a trebuit să plec și știam cuvântul lui are greutate, cum a și avut, în sensul că m-am putut statornici într-un loc să-mi văd de carte și scris. Beniuc m-a ajutat să reintru la Facultate și mi-a scris prefața cărții fără să mă cunoască.” (loan Alexandru, „A fi poet înseamnă a lua în grija ta totul, tot ce ființează într-o patrie”).
În același an devine membru al Uniunii Scriitorilor și se căsătorește cu Spitz Ulvine-Grete (act de căsătorie nr. 6 din 1964, Sfatul Popular al comunei Sâncraiul Almașului, județul Sălaj).
Tot în 1964 citește la Cenaclul „Nicolae Labiș” un amplu ciclu de poeme (în ședința din 13 octombrie), publicat, apoi, în revista „Luceafărul” (nr. 22 din 23 octombrie).
În 1965, la Editura Tineretului din București îi apare volumul „Viața deocamdată“.
Face parte din grupul de tineri scriitori care, în perioada 8-13 mai, a participat la întâlniri literare în Dobrogea. Din acest grup mai făceau parte Marin Sorescu, Adrian Păunescu, Ion Gheorghe, Violeta Zamfirescu, Ileana Mălăncioiu și Florența Albu.
În ianuarie 1966 apare la București revista „Amfiteatru” (Revistă literar-artistică editată de Uniunea Asociațiilor Studenților din R.S.R; an I, nr. 1, ianuarie). Ion Alexandru face parte din Colegiul de redacție, de la primul număr, alături de Ion Băieșu (redactor șef), Ana Blandiana, Ion Chirie, Dumitru Constantin, Vasile Crețu, Adi Cusin, Kikeli Pali, Taskai Adriana, Nicolae Manolescu, Costin Miereanu, Adrian Păunescu, conf. univ. Al. Piru, Andrei Șerban, Ioana Vlasiu, conf. univ. Mircea Zaciu.
Colaborează la revistă de la primul număr, susținând rubrica „Am citit în această lună“. în primul număr publică articolul: „Doi copii ai secolului nostru“ (Lucian Blaga, Hronicul, Jean Paul Sartre, Cuvintele). Începând cu nr. 6 (iunie, 1966) inaugurează rubrica „Jurnal de poet“, cu articolul „Condițiile poeziei“.
La 28 februarie citește la Cenaclul „Nicolae Labiș” împreună cu Nichita Stănescu, Adrian Păunescu, Marin Sorescu, Ileana Mălăneioiu, Gheorghe Pituț, Grigore Hagiu, Ion Gheorgbe, Petru Popescu, Victoria Raicev iar la 23 octombrie citește în prima ședință a Cenaclului „Junimea”, în Amfiteatrul „Odobescu” al Facultății de limbă și Literatură Română – Universitatea din București, alături de Gheorghe Pituț, Adrian Păunescu, Gheorghe Alboi, Dumitru M. Ion și Ioana Diaconescu.
În decembrie 1966 își va schimba numele din Șandor Ioan în Alexandru Ioan (Decizia nr. 219747/834 din 28 decembrie 1966).
Este anul în care, călătorind spre mănăstirile din Moldova, împreună cu George Bălan, Putna, Sihăstria („unde vrem să-l vedem pe părintele Cleopa”) se oprește și la Mănăstirea Rohia, loc de care va rămâne permanent legat. Îl cunoaște pe Justinian Chira, starețul Mănăstirii Rohia, de care va rămâne apropiat și cu care va întreține o bogată corespondență (publicată în volum la Baia Mare în anul 2001).
În 1967 i-a apărut, la Editura Tineretului, volumul „Vina“, cu poezii antologate din plachetele de versuri „Cum să vă spun“, „Viața deocamdată“ și „Infernul discutabil“.
Traduce și publică în revista „Amfiteatru” (nr. 20, august, p. 328) poezii de Charles Baudelaire: Dans macabru, Apusul soarelui romantic, Madrigal trist. Au apărut sub genericul: 100 de ani de la moartea poetului Charles Baudelaire.
Vizitează, din nou, Rohia, de data aceasta împreună cu I. Negoițescu.
Prin intermediul și cu ajutorul lui Paul Miron, călătorește în Germania, împreună cu Nicolae Manolescu si Marin Sorescu.
În septembrie 1967 va face prima vizită la Martin Heidegger.
În 1968 termină studiile universitare la Universitatea din București, fiind reținut asistent, la Catedra Eminescu. Modalitatea de lucru nu era comună pentru activitatea de seminar din universitățile românești, tânărul asistent introducând un stil în care lucrul pe text era esențial. „Facem o strofă, două pe seminar, cu încetinitorul. Încercăm toate implicațiile pe care Eminescu le-a închis în versurile sale. Deci o lectură pe text la modul cel mai științific posibil. Facem două - trei poezii pe an. Mergem foarte încet întrucât trebuie ca studenții să-și însușească o metodă de a lucra pe text, acordându-i dreptul suveran pe care acesta și-l proclamă. Textele sunt grele de înțelesuri și trebuie să venim cu mare răbdare și smerenie spre ele pentru a le pune în lumină sensurile. Vremea de a vorbi global cred că a cam trecut. Pe plan mondial lumea începe să acorde textului mai mare importanță. Să lăsăm textul să vorbească. Cred că o mare problemă în lumea științifică de azi este aceea de a lăsa firea lucrurilor să spună, creația poetică fiind ea însăși un fruct natural al firii omului.”(,,Patria, Poetul, Eminescu, Blaga“, interviu de C. Coroiu, (în) „Convorbiri literare”, Iași, 1974, nr. 12, p. 3)
În paralel (aproape în clandestinitate, „în podul Universității”) făcea cu studenții, care doreau acest lucru, interpretări din Biblie, studii ebraice etc. Și-a perfecționat cunoașterea limbii ebraice la Ierusalim.
Reîncepe să publice, intermitent, „Jurnal de poet“ în revista „Luceafărul”, cu precizarea: „Din volumul în pregătire Noli me tangere”.
Este bursier la Universitatea din Freiburg, unde audiază cursurile lui Martin Heidegger și este interesat de filosofie.
În 1969 îi apare la Editura Tineretului din București volumul „Vămile Pustiei“, cu dedicația: „Mamei“.
La Freiburg adâncește studiul filosofiei. „De jumătate de an sunt aici în casa asta în Pădurea Neagră, într-o singurătate minunată, înconjurat de cărți alese, tot ce-i esențial din cultura filosofică și poetică a lumii până azi. Când trebuie să ies pentru 2-3 ore până la Universitate îmi vine foarte greu.[...] Lectură din Nietzsche până după miezul nopții.[...] Singur în sihăstria mea am dat de firul gândirii lui Nietzsche prin Heidegger.[...] Am citit pe nerăsfulate Monadologia lui Leibniz scrisă la Paris între 1672-76.” ( Sihăstria – jurnal de poet).
La Universitatea din Freiburg audiază și cursurile lui Hugo Friederich. „Der Grosse Friederich, cum îi spun studenții, Marele Friederich așadar, își ține prelegerile în fiecare luni între 10 și 12 în auditorium maximum care încape vreo mie de persoane și e mereu aproape plin.” (Jurnal de poet).
Aprofundează opera lui Hölderlin, este tot mai mult interesat de cultura vechii Elade și imnografia orientală. „Hölderlin m-a însoțit în drumul meu spre Elada și pilda lui a fost fecundă pentru mine. Experiența cărturărească, întâlnirea cu Elada și Orientul, pe care le-am străbătut în ceea ce socot necesar mie, egalează întrucâtva experiența copilăriei mele sănătoase și minunate din sat.” (loan Alexandru, „A fi poet înseamnă a lua în grija ta totul, tot ce ființează într-o patrie“).
Profită de faptul că se află la studii în Germania și vizitează marile orașe ale Europei. În luna februarie vizitează Parisul (Louvru, Mormântul lui Pascal etc.). În septembrie se află la Roma (Capela Sixtină, Basilica Sfântului Pavel, Vaticanul – „Astăzi voi face o vizită a Vaticanului însoțit de un ardelean care tocmai lucrează acolo precum Petru Maior pe vremuri” – Scrisoare către Justinian Chira, datată, 10 septembrie 1969, Roma). În luna noiembrie se află la Amsterdam.
Participă la Colocviul critic: „E ușor a scrie versuri...“ organizat de revista „Luceafărul”, alături de Nicolae Manolescu, Gheorghe Pituț, Marin Sorescu. Textele intervențiilor sunt publicate în „Luceafărul”.
Se află la studii la Universitatea din Aachen – Philosophisches Institut. De aici face mai multe călătorii (Paris, Basel etc.). În martie călătorește la Constantinopol și vizitează Biserica Sfânta Sofia. Este de remarcat apetitul deosebit pentru călătorii al poetului, ca semn al unei neistovite dorințe de cunoaștere.
Sub titlul „Poeme“ se publică o antologie din creația lui loan Alexandru. Pe exemplarul aflat în Biblioteca Episcopului Justinian Chira Maramureșanul, de la Mănăstirea Rohia, există următoarea precizare, scrisă de mână și semnată loan Alexandru: „Rog ca greșelile de tipar să fie corijate cu blândețe căci această carte a apărut fără știrea mea când eram plecat din țară.” În același volum, pe pagina unde este citatul din Hölderlin (p. 177), care deschide Vămile Pustiei, loan Alexandru a notat: „Adăugat acest citat după ce am scris Imnul Ascensiune.” Probabil că și alte volume au apărut fără ca poetul să poată face ultima corectură, așa explicându-se și repetarea unor poezii în același volum.
Este preocupat de scrierea „Imnelor”; având deja un plan clar al primului volum, după cum reiese dintr-o scrisoare către Justinian Chira, trimisă în luna septembrie din Paris. „Am un plan de viitor deja făcut care cuprinde 307 titluri de Imnuri lirice. Un titlu este Rohia. Dacă voi trăi să le pot împlini aceste trei sute de imnuri datoria vieții mele va fi încheiată. Imnuri lungi în care să fie redeșteptate toate frumusețile Cosmosului în lumina Învierii, neamul și graiul și părinții, așa cum au făcut marii poeți ai altor neamuri, Dante, ori Roman Melodul, ori Eminescu, Coșbuc și Blaga la noi.”
Revista „Tribuna” din Cluj (nr.21, 21 mai) deschide cu Ioan Alexandru un proiect de prezentare a scriitorilor contemporani. O întreagă pagină de revistă cuprinde poeme de Ioan Alexandru; de asemenea, sunt texte despre poet semnate de D.R. Popescu, Nicolae Manolescu, Adrian Păunescu, Teohar Mihadaș, Ion Cocora, N. Prelipceanu, Viorel Cacoveanu.
În ancheta revistei „Argeș” (nr. 12) – Cărțile deceniului – volumele „Vina“ și „Infernul discutabil“ sunt considerate cărți ale deceniului de către Nicolae Balotă, Mircea lorgulescu, Dan Cristea, Eugen Barbu, Al. Ivasiuc, Radu Boureanu, Gh. Tomozei.
În septembrie 1971 a făcut o călătorie la Ierusalim.
Într-o scrisoare adresată revistei „Tribuna” din Cluj — datată, 11 ianuar 1971, Aix-la Chapelle -, răspunde celor care „mi-au adus unele obiecții în ce privește truda mea în căutarea Izvoarelor adevărate din care se cuvine a se hrăni poetul...” și își reafirmă atitudinea față de poezie, de responsabilitate a scrisului.
În 1972 apare, în traducere, „Cântarea Cântărilor“, la Editura Științifică și Enciclopedică din București, colecția „Biblioteca Orientalis”; traducere din limba ebraică, note și comentarii de Ioan Alexandru; studiu introductiv de Zoe Dumitrescu-Bușulenga.
În 1973 obține Doctoratul în Filologie cu teza „Patria la Pindar și Eminescu“, susținută la Universitatea din București; conducător științific: Zoe Dumitrescu-Bușulenga.
Îi apare volumul „Imnele Bucuriei“ la Editura Cartea Românească.
Traduce și publică, la Editura „Univers“, „Odele pindarice“ – Olimpianice –; în românește de Ioan Alexandru; îngrijire de ediție, introducere și note de Mihail Nasta.
În perioada mai-iunie 1974 călătorește în fosta Uniune Sovietică și vizitează Moscova, „Leningrad” (Sankt Petersburg), bisericile din nordul Rusiei etc.
În 1975 la Editura Univers îi apare volumul II din „Ode“ de Pindar – Pythianice – în traducerea lui Ioan Alexandru.
Sub egida Facultății de Limbi Romanice, Clasice și Orientale de la Universitatea din București publică „Gramatica limbii ebraice vechi“. Este menționat și titlul academic: Doctor în Filologie.
Nu de puține ori amintește de „Rohia sfântă locul cel mai luminos pe lângă satul meu din această culme de lut dată de Domnul pentru trudă și mormânt.”
Este hotărât să-și construiască o casă la Rohia, loc de reculegere și de creație, și amintește de dorința de a aduce aici manuscrise și cărți și, atunci când va veni momentul, de a fi înmormântat aici.
În luna august se află la Rohia. Împreună cu familia vizitează localități din Maramureș: Budești, Sârbi, Călinești, Cornești, Fetești.
Este inlcus în „Lexicon der Weltliteratur“ (Vol. I, Stuttgart), redactat de Gero von Wilpert.(Cf. „Secolul 20”, 1976, nr.4-5, p. 64).
În 1976 i se publică volumul „Imnele Transilvaniei“, la Editura „Cartea Românească“ (Bun de tipar 31.03.1976; tiraj 6500 exemplare broșate). Volumul are dedicația: „Părinților mei Ioan și Valeria”.
La Editura „Albatros“, apare o selecție din poezia sa tradusă în limba maghiară, „Legszebb versei“, Forditotta, az utoszöt es a jagyzeteket irta Jancsik Pal. Sunt antologate poezii din volumele „Cum să vă spun“, „Viața deocamdată“, „Infernul discutabil“, „Vămile Pustiei“, „Imnele Bucuriei“, „Imnele Transilvaniei“.
Virgil Nemoianu publică în „Times Literary Supplement” (30 ianuarie) un articol despre poezia lui Ioan Alexandru.
Din acest an, poetul este tot mai insistent în acțiunea de a se construi casa de la Rohia. Epistolarul Ioan Alexandru – Justinian Chira oferă cele mai multe și mai exacte date despre o anumită etapă a procesului de construcție, nu și despre finalizare, care rămâne învăluită în mister și a generat legende.
În 1977 la Editura „Albatros“ a apărut volumul antologic „Imne“, cu un cuvânt înainte de Zoe Dumitrescu-Bușulenga. Antologia cuprinde selecții din volumele „Cum să vă spun“, „Viața deocamdată“, „Infernul discutabil“, „Vămile Pustiei“, „Imnele Bucuriei“, „Imnele Transilvaniei“.
La Editura „Facla“ din Timișoara a apărut volumul „Scrisori către un tânăr poet“ de Rainer Maria Rilke (traducere de Ulvine și Ioan Alexandru; prefață de Ioan Alexandru).
Volumul al III-lea din „Odele pindarice“, în traducerea lui Ioan Alexandru, apare la Editura „Univers“. Volumul cuprinde „Nemeene“, „Isthmianice“ și fragmente.
În 1978 la Editura „Dacia“, din Cluj-Napoca, a apărut volumul „Iubirea de patrie. Jurnal de poet“.
La Editura „Cartea Românească“ apare volumul „Imnele Transilvaniei“, fără a se preciza dacă este o nouă ediție, dacă este o ediție revizuită și adăugită sau dacă este o extindere de tiraj, deși tirajul diferă de cel al volumului din 1976. (Bun de tipar 25.02.78; tiraj 6300 ex. broșate). Față de volumul apărut în 1976 are câteva modificări. Poezia „Iobagii“ are titlul „Țăranii“, iar poezia „Secetă“ apare cu titlul „Durere“. În acest volum apar trei poezii noi: „Ascensiune“, „Cântec“, „Autoportret“ (Rohia, 1977).
Publică la Editura „Meridiane“ albumul „Luchian“, care cuprinde studiul „Luchian, Zugravul“ o cronologie și șaizeci și șapte de reproduceri ale picturilor lui Luchian.
În 1980 la Editura „Albatros“ i se publică volumul „Imnele Moldovei“ iar în 1981 volumul „Imnele Țării Românești“ a apărut la Editura „Cartea Românească“.
La Editura „Eminescu“ publică volumul „Poezii“ – ediție bilingvă româno – italiană; traducere din limba română de George Lăzărescu, prefață de Zoe Dumitrescu Bușulenga.
În 1982 la Editura „Minerva“, în colecția „Biblioteca pentru toți”, (nr.1124) a apărut volumul antologic „Pământ transfigurat“, cu o prefață de Zoe Dumitrescu Bușulenga și o notă biobibliografică de Ulvine Alexandru.
În 1983 îi apare volumul „Imnele Iubirii“, la Editura „Cartea Românească“ din București iar în 1984, în luna aprilie, s-a aflat la întâlnirea literară internațională de la Mazara del Vallo (Sicilia) – „Incontro fra i Popoli del Mediterráneo”.
La Editura „Cartea Românească“ publică ediția a II-a, revăzută și adăugită, a volumului „Imnele Iubirii“. Sunt adăugate poeziile „Ieremia de Valahia“, „Viața“, „Adam“.
Susține recitaluri poetice în Timișoara și Arad.
În  1985 îi apare volumul „Imnele Putnei“, la Editura „Cartea Românească“. În toamna aceluiași an se află la Heidelberg, ca bursier Humboldt, „străduitor în biblioteca Universității, ce împlinește 6 veacuri, pe malul Neckar-ului cântat de poet în cunoscutul său imn”. („Jurnal de poet“).
În traducerea lui Kanyadi Sandor a apărut, la Editura „Kriterion“, o selecție de versuri („Szeplötelen szerelem”, Versek).
La Editura Institutului Biblic și de Misiune al Bisericii Ortodoxe Române din București, a apărut, în traducerea lui Ioan Alexandru, cartea lui Wilhelm Nyssen, „Frescele Bisericii ortodoxe Sfântul Ioan Botezătorul – Ferentari din București“.
În 1987, la Tokio, primește „Medalia de aur”, conferită unui mare poet creștin.
Scrie un cuvânt înainte, „Rolando Certa“, la volumul de poezii „Surâsul Korei“ de Rolando Certa, apărut la Editura „Facla“ din Timișoara (traducere de Ștefan Damian; postfață de Eugen Dorcescu).
În 1988 i se publică volumul „Imnele Maramureșului“, la Editura Cartea Românească
În 1989, pe 21 Decembrie, participă la manifestațiile revoluționare din București. „Socot că lupta pe care am dus-o ca poet să-mi scot cărțile creștine într-o perioadă atee, a fost tot o luptă! Însă nu a fost așa de deschisă și nu s-a putut manifesta în sfera politicului, dar, după, Revoluție, dreptul de-a fi atât de deschis în Parlament mi l-am obținut în noaptea de 21 Decembrie '89, când mi-am luat rămas bun de la soție și copii – a venit și soția mea cu mine la manifestație, a stat o vreme, a plâns că o las singură cu cinci copii, întrucât se trăgea! Deci m-am despărțit de soție, care mi-a spus: „dacă așa îți este soarta, Dumnezeu să fie cu tine, eu merg acasă la copii!” Eu am rămas acolo în stradă. Fără să îmi dau seama a fost o noapte hotărâtoare, care a schimbat soarta României! Sunt fericit în vecii-vecilor că în noaptea de 21 Decembrie '89, când s-a hotărât soarta – și încă erau la putere dictatorii, pentru că abia pe data de 22 Decembrie (după vreo 30 și ceva de ore) au plecat – am luat parte la manifestația din Piața Universității și am fost martor la evenimentele de acolo, cu o cruce în mână, cu Sfânta Scriptură și cu Icoana Mântuitorului. Le țineam predici soldaților să nu omoare! Nu era nici un preot din păcate acolo! Sau cel puțin eu nu am văzut. Și m-au întrebat – lângă trupurile cu sânge vărsat pe caldarâm, lângă Universitate – „Ești popă?”, pentru că făceam rugăciune! Zic, „Da, sunt popă!”, „Hai, domnule părinte!”. Atunci se lăsau jos, iar eu făceam slujbe noaptea, acolo pe sângele vărsat. A doua zi s-a schimbat soarta României! După ce a fugit Ceaușescu, am ajuns la Televiziune, apoi m-am întors acasă. În seara aceea s-a înființat, în casa mea, Partidul Național Creștin Țărănesc.” (Emil Șimăndan, „Dialoguri cu Ioan Alexandru“, Editura Dacia, Cluj-Napoca, 2001).
Pe 8 aprilie 1990, seara, a vorbit în Catedrala mitropolitană din Timișoara, numind Timișoara „Ierusalimul neamului românesc”. A participat și Mitropolitul Nicolae Corneanu.
Este ales deputat de Hunedoara în Parlamentul României.
În 1991 publică volumul „Bat clopotele în Ardeal“, Editura Făt-Frumos, București, o fascinantă carte despre sat și copilărie.
În 1992 este ales senator de Arad în Parlamentul României.
Se publică volumul „Poeme“ de Karol Wojtyla, traducere și postfață de Nicolae Mareș, S.C. „Diacon Coresi” — S.R.L., București. Prefața – „Adorație și doxologie“ – este scrisă de Ioan Alexandru.
În 1993 participă la Washington la „Micul Dejun cu Rugăciune“ al Președintelui Statelor Unite ale Americii.
La fel în 1994. S-a întâlnit cu președintele S.U.A., Bill Clinton și cu vicepreședintele Al. Gore. Vizitează orașele cu comunități românești, în fața cărora susține conferințe și recitaluri de poezie. „Sunt unul dintre puținii români – nu am vrut eu, dar așa m-a pus situația și vremurile – care i-a văzut cam pe toți frații, de la Pacific până în Siberia! Practic pot să spun că neamul meu este împrăștiat pe toată suprafața pământului.”
Ioan Alexandru a fost membru în grupul de prietenie cu Polonia.
Publică volumul „Căderea Zidurilor Ierihonului sau Adevărul despre Revoluție“, la Editura „Valea Plopilor” din Vălenii de Munte. Cartea începe cu o prezentare a participării sale la Revoluție, dar, în cea mai mare parte, cuprinde meditații asupra întâmplărilor din timpul ulterior, axate în mod esențial pe textul biblic.
În același an, la București, publică broșura „Cu Biblia în America“ și inițiază, împreună cu Fundația „Hanns Seidl”, Seminarul internațional cu tema „Stat, Națiune, Biserică – în viziunea creștin-democratică“, ținut la Castelui Regal din Săvârșin (19-21 iulie). Nu a putut participa la lucrări, fiind la München cu o delegație parlamentară română, dar a transmis un mesaj video.
La 13 iunie 1994 a participat la Arad (în Sala de Cultură a Sindicatelor) la o adunare populară cu caracter religios/ecumenic împreună cu cosmonautul Charles M. Duke jr. (membru al echipajului Apolo 16). În timpul discursului pe care l-a ținut aici a suferit un accident cerebral. Și-a încheiat cuvântarea cu următoarele cuvinte: „Să dea Dumnezeu ca în România să se schimbe de astăzi înainte mai mult și să avem martori să mărturisim pe Isus Hristos fiecare acolo unde suntem! Dumnezeu să Binecuvânteze America, care ne trimite asemenea oameni aici. Dumnezeu să Binecuvânteze România, care are credincioși ca dumneavoastră și care știe să primească pe acești trimiși de a lui Dumnezeu de către frații noștri din America.“ (Dialoguri cu loan Alexandru, p. 76)
A fost dus de urgență, în comă, la Spitalul Județean Arad, iar a doua zi, cu elicopterul, la Spitalul Universitar din Szeged. După o oarecare stabilizare a fost transferat la o clinică de recuperare din Karlsruhe. După externare a locuit la Bonn, unde s-a stabilit cu familia.
În 1995 îi apare antologia „Imnele Iubirii“ cu ilustrații de Paul Gherasim (Editura Ioana, București).
Pe 16 septembrie 2000, poetul se stinge din viață la Bonn (act nr. 5342 înregistrat la Primăria Sectorului 5 din București).
Este adus în țară cu un avion militar, datorită interesului manifestat de Președintele țării. Dar nici Uniunea Scriitorilor (deși Ioan Alexandru era membru al Uniunii Scriitorilor și a fost și în conducerea Uniunii), nici Parlamentul României (deși a fost parlamentar) nu s-au interesat de înmormântarea poetului. Sicriul nu a fost depus la Uniunea Scriitorilor, la Palatul Parlamentului sau la Patriarhie, ci a fost   adus un timp la Biserica Sfântul Gheorghe Nou din București, dar n-a putut să-și doarmă somnul de veci nici aici.
Prin grija lui Bartolomeu Anania a fost înmormântat, în cele din urmă, la Mănăstirea Nicula. Sicriul a străbătut țara într-o ultimă călătorie, prin plaiurile pe care le-a cântat în Imne, spre inima Transilvaniei, cu un popas mai lung de reculegere în Catedrala din Alba Iulia.
În 2001, la Baia Mare, a fost publicat volumul „Scrisori, loan Alexandru – Justinian Chira“ și sub titlul „Poezii“ a apărut o antologie din poezia lui loan Alexandru (ediție îngrijită de Cristian Moisescu, Arad, Editura Nigredo; coperta și supracoperta: Onisim Colta).
În anul 2002, la Bistrița, a apărut primul număr al revistei „Grai“, – revistă de literatură și artă – număr dedicat lui loan Alexandru. În revistă semnează Ion Pop, Eugen Simion, Nicolae Breban, Ion Cocora, Constantin Cubleșan, Justinian Chira, Paul Miron, Nicolae Manolescu, loan Pintea, Paul Gherasim, Gheorghe Grigurcu, Adrian Popescu, Aurel Rău, Andrei Marga, Alex. Ștefănescu, Ion Buzași ș.a.
În 2003, la Editura „Palimpsest“ din București a apărut volumul „Amintirea poetului“, ediție sentimentală alcătuită de Ion Cocora, cu o prefață de Aurel Rău („Un portret loan Alexandru“). Volumul cuprinde o selecție din volumele de tinerețe ale poetului: „Cum să vă spun“, „Viața deocamdată“, „Infernul discutabil“, „Vămile Pustiei“.
În anul 2004 se publică antologia „Lumină lină, Imne“, cu o prefață de Justinian Chira (Editura „Palimpsest“, București) iar în anul 2015, la Editura „Renașterea“ din Cluj-Napoca a fost reeditat volumul „Imnele Transilvaniei“. Volumul are un cuvânt înainte de Mitropolitul Andrei – „Satul transilvan, căsuță de pământ“ – și, în final, un interviu cu loan Alexandru realizat de loan Pintea.

## Opera
- Cum să vă spun (1964)
- Viața, deocamdată (1965)
- Infernul discutabil (1966)
- Vina (versuri) (1967);
- Vămile pustiei (1969)
- Poeme (1970);
- Imnele bucuriei (1973);
- Gramatica limbii ebraice vechi (1975)
- Imnele Transilvaniei (1976), Imnele Transilvaniei (ediția a doua, revăzută și adăugită 1978); Imnele Transilvaniei II (conține și CD, 2015)
- Imne (1977)
- Iubirea de Patrie. Jurnal de poet (1978)
- Luchian (monografie, 1980)
- Imnele Moldovei (1980)
- Poezii-Poesie (1981);
- Imnele Țării Românești (1981)
- Pământ transfigurat (1982)
- Imnele iubirii (1983), Imnele iubirii (ediția a doua, adăugită, 1984)
- Imnele Putnei (1985)
- Iubirea de Patrie (1985)
- Imnele Maramureșului (1988)
- Bat clopotele în Ardeal (autobiografie) (1991);
- Căderea zidurilor Ierihonului sau Adevărul despre Revoluție (publicistică) (1993);
- Cu Biblia în America (1993)
- Imnele iubirii (1995)
- Poezii (2001)
- Scrisori Ioan Alexandru – Justinian Chira (corespondență, 2001)
- Amintirea poetului (2003);
- Lumină lină: Imne (2004)
- Imnele Sfinților martiri Brâncoveanu (2014)

## Traduceri și prefețe
- Cântarea cântărilor (1972)
- Ode de Pindar (volumul I, 1973)
- Ode de Pindar (volumul II, 1975)
- Scrisori către un tânăr poet de Rainer Maria Rilke (1977)
- Ode de Pindar (volumul III, 1977)
- Frescele Bisericii ortodoxe Sfântul Ioan Botezătorul – Ferentari de Wilhelm Nyssen (1985)
- Surâsul Korei de Rolando Certa (prefață, 1987)
- Poeme de Karol Wojtyla (prefață, 1992)

## Prezent în antologii
- 1994 – Streiflicht, Eine Auswahl zeitgenössischer rumänischer Lyrik, ins Deutsche übertragen von Christian W. Schenk, Dionysos Verlag, Kastellaun, 1994, ISBN 3-9803871-1-9
- Pieta - Eine Auswahl rumänischer Lyrik, Dionysos, Boppard, 2018, în traducerea și selectarea lui Christian W. Schenk, ISBN 9781977075666;
- Testament – Anthology of Modern Romanian Verse / Testament - Antologie de Poezie Română Modernă – Bilingual Edition English & Romanian – Daniel Ionita (editor and translator) with Eva Foster, Daniel Reynaud and Rochelle Bews – Minerva Publishing 2012 and 2015 (second edition) - ISBN 978-973-21-1006-5
- Testament - Anthology of Romanian Verse - American Edition - monolingual English language edition - Daniel Ionita (editor and principal translator) with Eva Foster, Daniel Reynaud and Rochelle Bews - Australian-Romanian Academy for Culture - 2017 - ISBN 978-0-9953502-0-5